# Michael Banach
Michael Wallace Banach (né le 19 novembre 1962) est un prélat américain de l'Église catholique qui travaille au service diplomatique du Saint-Siège depuis 1994. Il est nonce apostolique en Hongrie depuis mai 2022. Il a été observateur auprès d'une agence des Nations unies et nonce apostolique auprès de plusieurs pays d'Asie et d'Afrique.

## Biographie
Michael Wallace Banach est né le 19 novembre 1962 à Worcester, Massachusetts. Il est ordonné le 2 juillet 1988 par l'évêque Timothy Harrington comme prêtre du diocèse de Worcester. En 1992, Banach achève sa préparation à une carrière diplomatique pour le Saint-Siège à l'Académie pontificale ecclésiastique à Rome.

## Carrière diplomatique
Il entre au service diplomatique du Saint-Siège le 1er juillet 1994 et remplit des missions dans les nonciatures de Bolivie (en) et du Nigeria (en) ainsi qu'à Rome dans la section des relations avec les États de la Secrétairerie d'État.
Le 22 janvier 2007, Banach est nommé observateur permanent du Saint-Siège auprès de l'Office des Nations unies à Vienne et de l'Organisation des Nations unies pour le développement industriel et représentant permanent auprès de l'Agence internationale de l'énergie atomique et de l'Organisation pour la sécurité et la coopération en Europe à Vienne.
Le 22 février 2013, Benoît XVI nomme Banach archevêque titulaire de Memphis (de) et lui donne le titre de nonce apostolique,. Le 16 avril 2013, le pape François le nomme nonce apostolique en Papouasie-Nouvelle-Guinée (en),. Banach reçoit sa consécration épiscopale des mains du cardinal secrétaire d'État Tarcisio Bertone le 27 avril 2013, à Rome. Ses co-consécrateurs sont les cardinaux Marc Ouellet et Fernando Filoni. Il reçoit d'autres titres au cours des années suivantes : le 18 mai 2013, nonce apostolique aux Îles Salomon (en); le 19 mars 2016, nonce apostolique au Sénégal et délégué apostolique en Mauritanie (en); le 9 juillet 2016, nonce apostolique au Cap-Vert; le 22 août 2016, nonce apostolique en Guinée-Bissau (en).
Le 13 mai 2017, son titre en Mauritanie passe de délégué apostolique à nonce apostolique.
Le 3 mai 2022, il est nommé nonce apostolique en Hongrie.